# Whiteside
Whiteside és una població dels Estats Units a l'estat de Missouri. Segons el cens del 2000 tenia 67 habitants.

## Demografia
Segons el cens del 2000, Whiteside tenia 67 habitants, 26 habitatges, i 19 famílies. La densitat de població era de 287,4 habitants per km².
Dels 26 habitatges en un 30,8% hi vivien nens de menys de 18 anys, en un 57,7% hi vivien parelles casades, en un 11,5% dones solteres, i en un 26,9% no eren unitats familiars. En el 23,1% dels habitatges hi vivien persones soles el 15,4% de les quals corresponia a persones de 65 anys o més que vivien soles. El nombre mitjà de persones vivint en cada habitatge era de 2,58 i el nombre mitjà de persones que vivien en cada família era de 2,84.
Per edats la població es repartia de la següent manera: un 32,8% tenia menys de 18 anys, un 3% entre 18 i 24, un 31,3% entre 25 i 44, un 17,9% de 45 a 60 i un 14,9% 65 anys o més.
L'edat mediana era de 37 anys. Per cada 100 dones de 18 o més anys hi havia 95,7 homes.
La renda mediana per habitatge era de 41.250 $ i la renda mediana per família de 48.125 $. Els homes tenien una renda mediana de 31.250 $ mentre que les dones 26.250 $. La renda per capita de la població era de 16.297 $. Entorn de l'11,1% de les famílies i el 12,5% de la població estaven per davall del llindar de pobresa.

## Poblacions més properes
El següent diagrama mostra les poblacions més properes.